# Фринтроп (Эссен)
Фринтроп (нем. Frintrop) — административный район города Эссен (Германия, федеральная земля Северный Рейн — Вестфалия). Расположен в северо-западной части города.
На севере Фринтроп граничит с районом Деллвиг, на юге и востоке — с районом Бединграде, на западе — с районом Альт-Оберхаузен города Оберхаузен.

## История

### Ранняя история
Впервые под именем Фрилинкдорпе (нем. Vrilincdorpe) район упоминается в документах XIII столетия. По последним научным исследованиям принята точка зрения, что это название имеет кельтское происхождение и указывает на влажный климат и болотистый характер местности. Ранее бытовала точка зрения, что название происходит от древнесаксонского слова fringli, что значит свободное пространство.

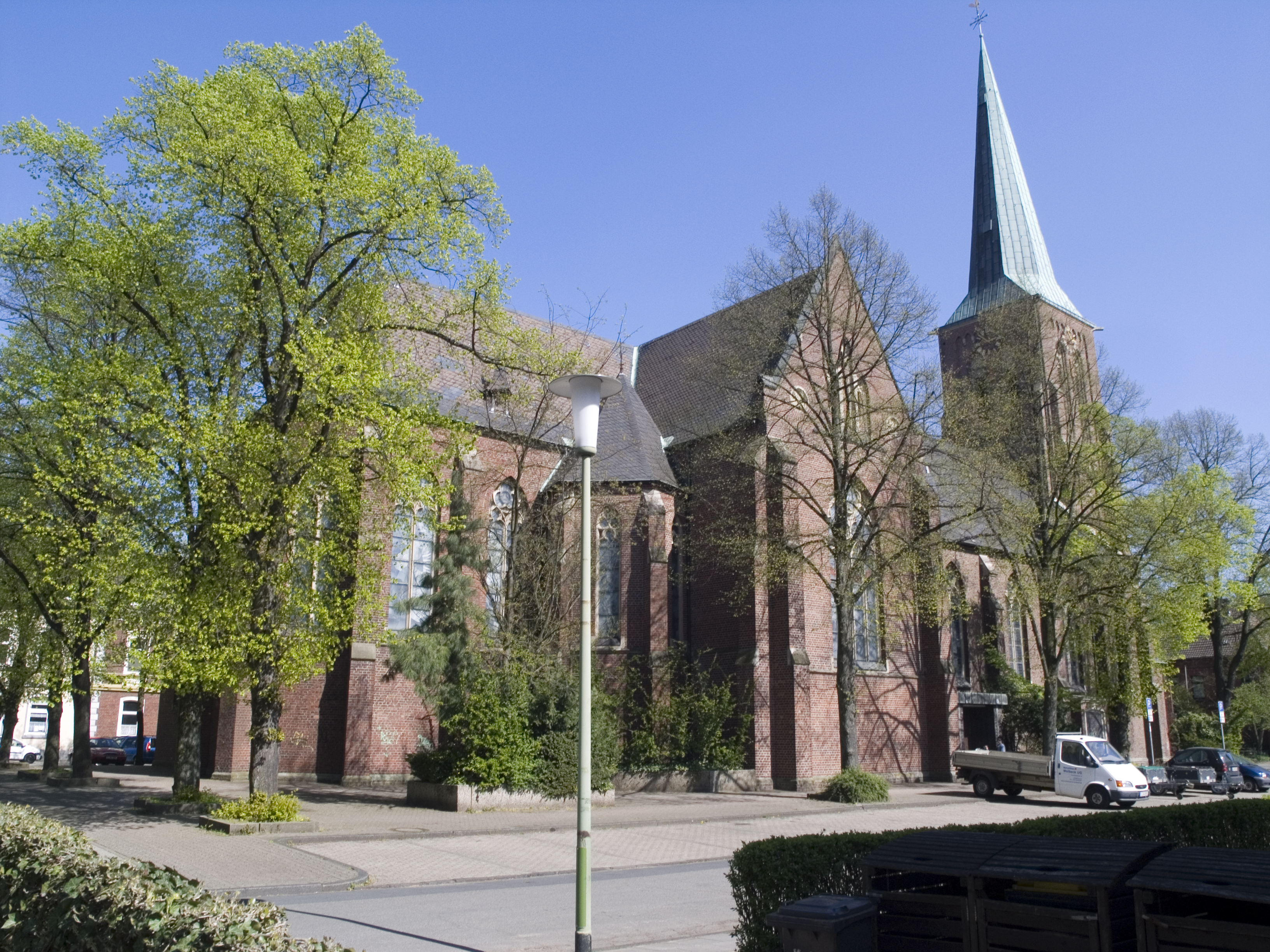
Церковь Святого Иосифа

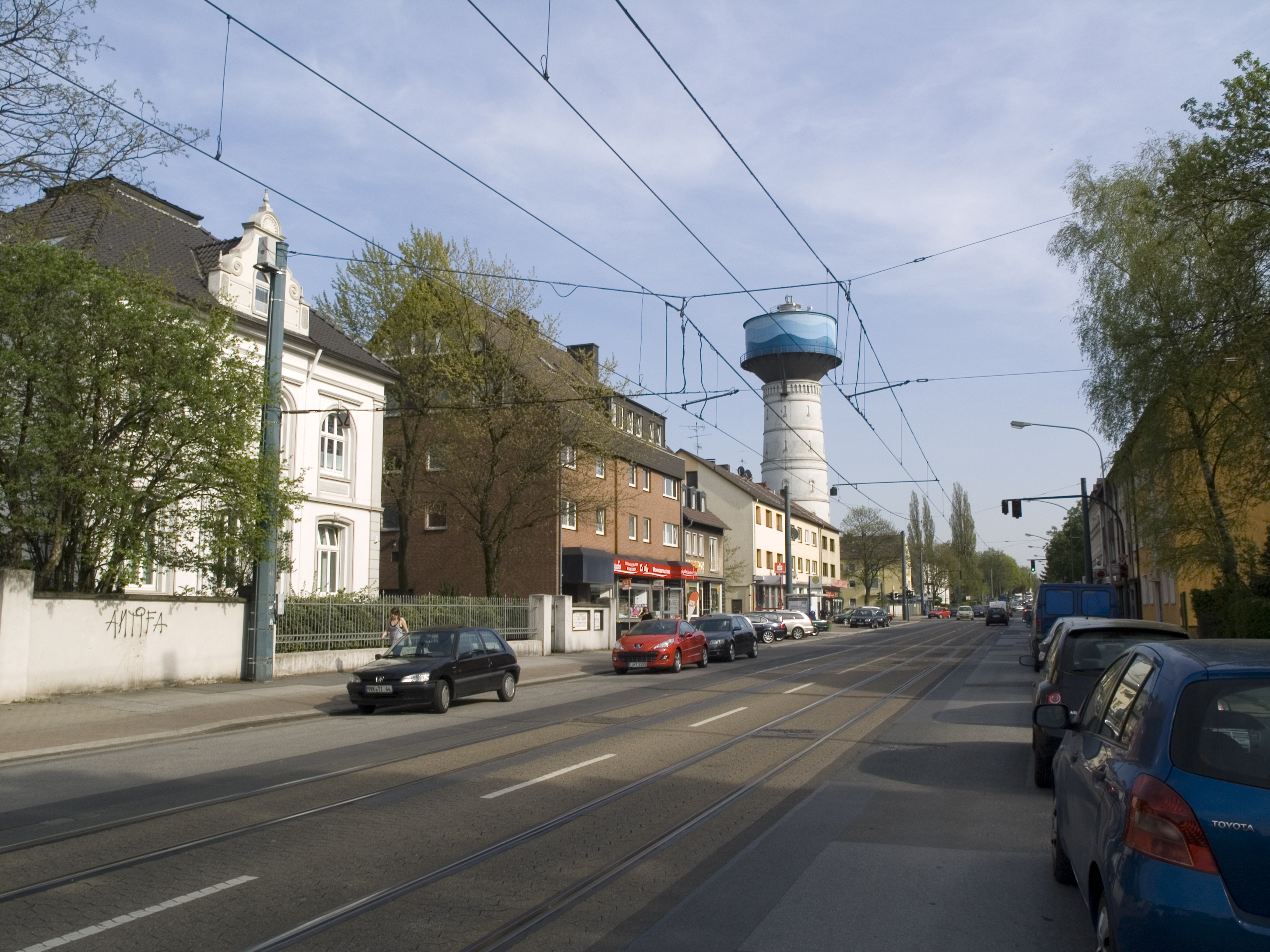
Frintroperstraße

Развитие Фринтропа обуславливалось тем, что он лежал непосредственно на пути Хелльвег (Hellweg) (главной средневековой дороге региона, соединяющей место впадения Рура в Рейн в Дуйсбурге и Тевтобургский Лес в окрестностях Падерборна). Самые крупные крестьянские дворы располагались вдоль этого пути. К таким дворам относились двор семейств Бройкельманн (о чём сейчас напоминают названия улиц Бройкельманнхоф (Breukelmannhof) и Бройкельманнханг (Breukelmannhang), Кауке и Кнотте. Именно семейство Кнотте предоставила земельный участок под строительство церкви Святого Иосифа. Также к большим дворам относились крестьянские усадьбы Реззинг, Роттхаузер, Тербовен, Хальфманн, Хюттманн и Эшенбрух. Сегодня многочисленные потомки этих семейств проживают во Фринтропе и его окрестностях.
После Варфоломеевской ночи 24 августа 1572 года во Фринтропе поселилось много гугенотов, сбежавших из Франции в район Нижнего Рейна. Многие из них устроились на работу на ткацкие фабрики, что определило экономическое развитие района.
Чума, опустошившая Европу в 1668 году, обошла Фринтроп стороной, о чём напоминает благодарствееный крест, который и сейчас можно видеть на углу улиц Ягдштрассе (Jagdstraße) и Унтерштрассе (Unterstraße). Ещё один крест был установлен в начале XIX века на углу улиц Хелльштрассе (Heilstraße) и Фринтроперштрассе (Frintroperstraße) на месте сбора паломников, совершающих ежегодный крестный ход в Кевелар в последнюю пятницу перед праздником Успения, начиная с 1666 года.

### XIX—XX века
Вплоть до конца XIX столетия, когда индустриализация в области Рура уже шла полным ходом, Фринтроп все ещё оставался крестьянским районом.
В 1874 году началось строительство новой церкви Святого Иосифа. Трехпролетная псевдоготическая церковь с крестообразным сводом на круглых колоннах, была освящена в сентябре 1897 года. С 1994 года она находится под охраной государства .

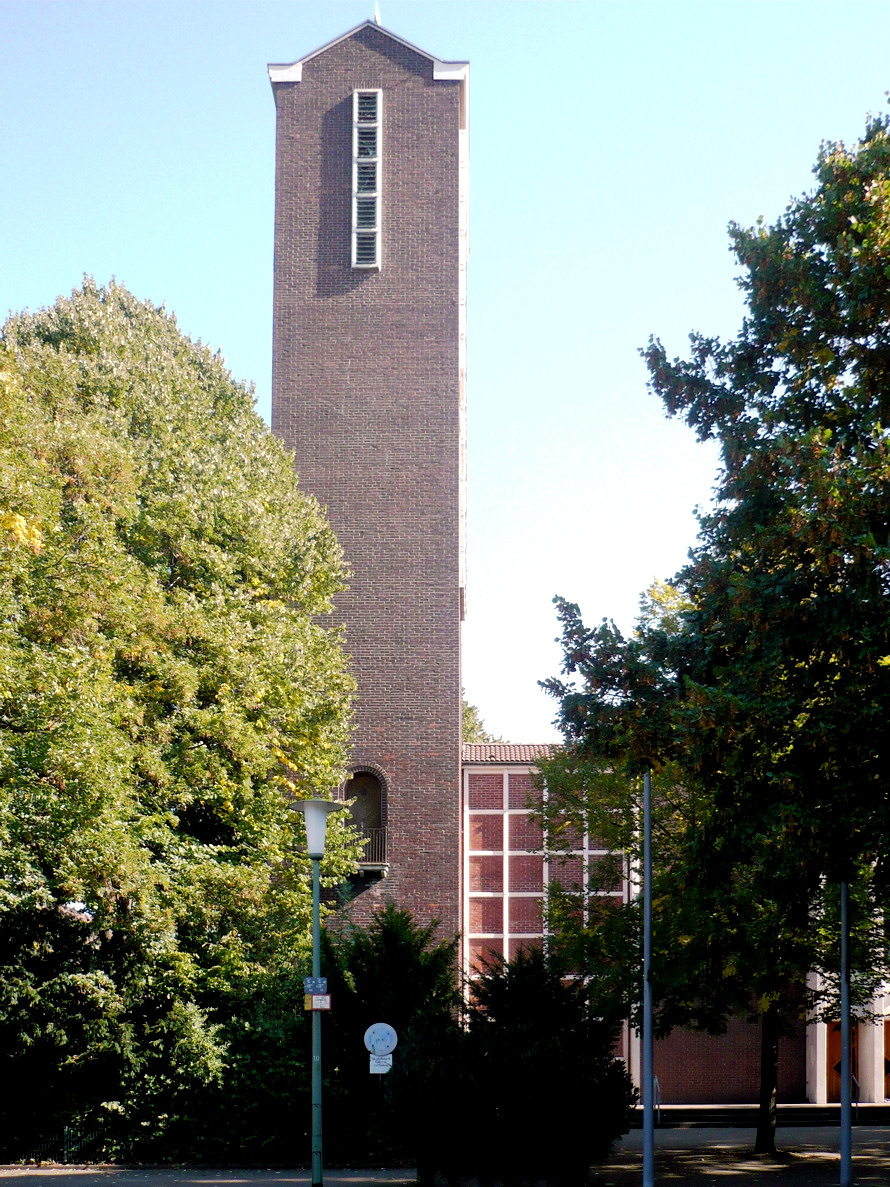
Церковь Сердца Иисуса

В 1881 году во Фринтропе открывается почтовое отделение. В 1897 году строится водонапорная башня Фринтроп, которая сейчас находится на территории района Бединграде. С 1995 года башня находится под охраной государства.
В 1905 году открывается первая шахта в районе — Каттендаль, которая входила в состав шахты Оберхаузен. Шахта функционировала до 1959 года. В условиях индустриализации постоянно рос спрос на рабочую силу, поэтому в районе селится много квалифицированных рабочих Восточной Пруссии, Силезии, Австрии и Италии. Особенно усилилась миграция рабочей силы после первой мировой войны. Многие местные крестьянские семьи разбогатели, продавая землю под строительство промышленных предприятий и жилья для рабочих. Чаще всего заказчиками строительства выступали компания Крупов и Тиссенов.
31 мая 1908 года закладывается католическая церковь Сердца Иисуса. Эта церковь была разрушена в годы второй мировой войны и на её фундаменте была построена новая церковь в 1952—1953 годах. Построенная ещё в 1893 году Евангелическая церковь также серьёзно пострадала в ходе второй мировой войны, но была восстановлена и наново освящена в 1948 году .
В 1912 году прокладывается трамвайная линия от центрального вокзала Эссена через Борбек во Фринтроп.
1 апреля 1915 года Фринтроп включается в состав города Эссен.
В отличие от многих других районов Эссена Фринтроп не имеет своего районного центра. В районе преобладает плотная жилая застройка с большим количеством зеленых насаждений. Свои провинциальные сельские черты Фринтроп сохраняет и по сегодняшний день.

## Достопримечательности
- Церковь Святого Иосифа